# Wincenty Harembski

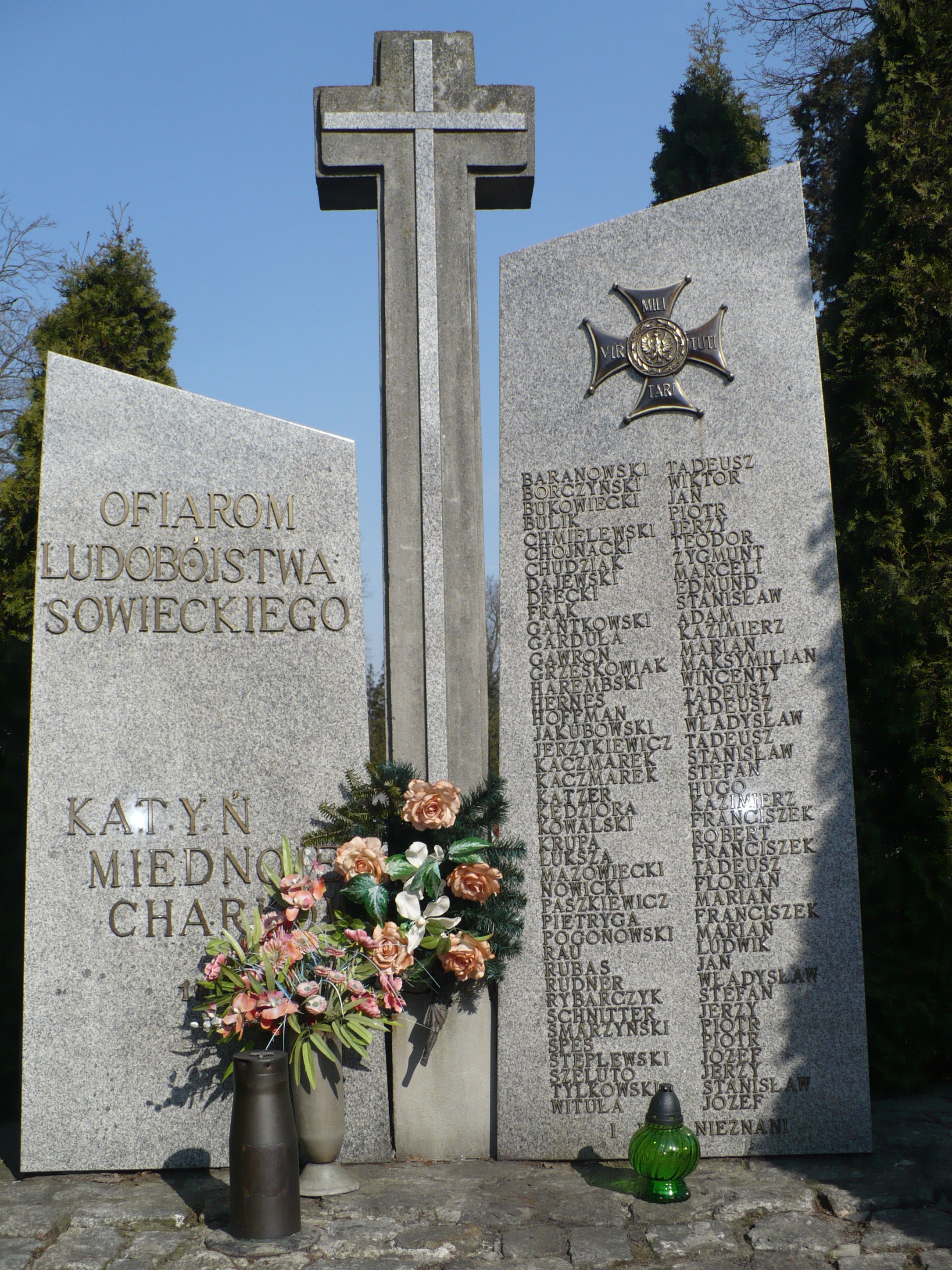
Pomnik Katyński we Wrześni upamiętniający m.in. Wincentego Harembskiego.

Wincenty Harembski (ur. 15 kwietnia 1890 w Pałczynie, zm. wiosną 1940 w Charkowie) – polski lekarz, polityk i działacz społeczny, poseł na Sejm III kadencji w II RP z ramienia Stronnictwa Narodowego, uczestnik powstania wielkopolskiego, porucznik lekarz rezerwy Wojska Polskiego, ofiara zbrodni katyńskiej.

## Życiorys
Syn Józefa i Franciszki z Dopierałów urodzony 15 kwietnia 1890 w Pałczynie, powiat wrzesińskim jako najstarszy z czternaściorga dzieci. Uczył się w gimnazjach w Poznaniu, Trzemesznie i Wschowie. W 1907 został relegowany z gimnazjum za udział w strajku szkolnym i działalność w Towarzystwie Tomasza Zana. Maturę zdał w 1912 roku, w Gimnazjum św. Jacka w Krakowie. Studiował medycynę na Uniwersytetach w Krakowie, Wiedniu, Heidelbergu, Fryburgu i w Monachium, gdzie uzyskał w 1921 roku doktorat.
W czasie I wojny światowej służył w armii niemieckiej, z której został zwolniony jako inwalida. W stopniu kaprala brał udział w powstaniu wielkopolskim, a następnie służył w Wojsku Polskim, z którego odszedł 1 lipca 1925 w stopniu podporucznika rezerwy. Najpóźniej w 1925 otrzymał dyplom lekarza. Praktykował jako lekarz ogólny i ginekolog w Odolanowie, a później w Poznaniu. Był członkiem Rady Miejskiej i Sejmiku Powiatowego w Odolanowie. Członek i oboźny powiatowy Obozu Wielkiej Polski oraz delegat do zarządu powiatowego w Poznaniu i do Zarządu Głównego Stronnictwa Narodowego. W listopadzie 1930 uzyskał mandat posła z listy nr 4, w okręgu wyborczym 37 (Ostrów Wielkopolski), w sejmie zasiadł w Klubie Narodowym. Pracował w komisjach: pracy i opieki społecznej oraz zdrowia.
W 1934, jako podporucznik rezerwy pozostawał w ewidencji Powiatowej Komendy Uzupełnień Ostrów Wielkopolski. Posiadał przydział do Kadry Zapasowej 7 Szpitala Okręgowego w Poznaniu.
Zmobilizowany w maju 1939 jako porucznik rezerwy lekarz (7 Szpital Okręgowy Poznań), wziął udział w kampanii wrześniowej i w okolicach Brześcia nad Bugiem – po agresji ZSRR na Polskę – dostał się do niewoli sowieckiej. Więziony w obozie w Starobielsku. Wiosną 1940 został zamordowany przez funkcjonariuszy NKWD w Charkowie i pogrzebany potajemnie w bezimiennej mogile zbiorowej w Piatichatkach, gdzie od 17 czerwca 2000 mieści się oficjalnie Cmentarz Ofiar Totalitaryzmu w Charkowie. Figuruje na Liście Starobielskiej NKWD pod pozycją 3586.

## Upamiętnienie
5 października 2007 minister obrony narodowej Aleksander Szczygło mianował go pośmiertnie na stopień kapitana. Awans został ogłoszony 9 listopada 2007 w Warszawie, w trakcie uroczystości „Katyń Pamiętamy – Uczcijmy Pamięć Bohaterów”.
Nazwisko Wincentego Harembskiego zostało umieszczone na Pomniku Katyńskim we Wrześni oraz Pomniku Polskiego Państwa Podziemnego w Poznaniu.